# 兵庫県第7区
兵庫県第7区（ひょうごけんだい7く）は、日本の衆議院議員総選挙における選挙区。1994年（平成6年）の公職選挙法改正で設置。

## 区域

### 現在の区域
2017年（平成29年）公職選挙法改正以降の区域は以下のとおりである。
- 西宮市（市外局番が0798の地域）
  - 本庁管内
  - 甲東・瓦木・鳴尾三支所管内
- 芦屋市

### 2017年以前の区域
1994年（平成6年）公職選挙法改正から2017年の小選挙区改定までの区域は以下のとおりである。
- 西宮市
- 芦屋市

## 歴史
兵庫県南東部、西日本を代表する住宅都市西宮・芦屋の二つの自治体で構成される。関西有数の人気住宅地であり、現在もマンション建設や人口増加が続いている。日本有数の平均課税対象所得額を誇る富裕層の多いエリアとして知られ、古くは戦前から進歩主義的な気風が根付いている。
そうした土地柄から、過去には日本社会党委員長・社会民主党党首を務めた土井たか子が、革新支持層を中心に強固な地盤を築いており、第41回衆議院議員総選挙及び第42回衆議院議員総選挙では難なく当選した。
しかし、2001年に北朝鮮による日本人拉致問題が発覚すると、社民党内でも北朝鮮寄りの姿勢が鮮明だった土井に対する批判が高まった。そのため、2003年の第43回衆議院議員総選挙では自由民主党の大前繁雄が土井を破って、初当選した。土井は重複していた比例近畿ブロックで復活当選となり、議席は維持したものの社民党自体の議席数も改選前と比べて3分の1に激減。土井は社民党党首を引責辞任することになった。
さらに、2005年の第44回衆議院議員総選挙では、土井は比例近畿ブロックの単独候補に回り、名簿登載順位で最下位となる5位に登載された。選挙区では土井の後継として元議員秘書で市民活動家の坂本洋子を擁立したが、これまで候補を擁立してこなかった民主党も石井一の甥にあたる石井登志郎を擁立し、共産党候補も含め、野党側が分裂。大前が前回から票をさらに上乗せして再選を果たした。坂本は石井にも得票数で敗れて3位となり、供託物没収点も下回る惨敗で落選。また、比例に回った土井も比例近畿ブロックで社民党が1議席しか獲得できず、比例重複していた辻元清美が議席を得たため、土井も落選した。このことは、革新勢力の衰退を印象付けることになった。
2009年の第45回衆議院議員総選挙では、全国的な民主党に対する強力な追い風の中で、再び立候補した石井が前職の大前にほぼ倍の票差を付けて大勝。大前は比例復活も出来ず議席を失った。
2012年の第46回衆議院議員総選挙では、前回と変わり全国的な民主党への逆風の中で、石井は自民党の新人山田賢司に敗れ、またみんなの党から立候補した畠中光成にも得票数で敗れ3位となり、比例復活もできずに落選した。なお、畠中は重複立候補していた比例近畿ブロックで復活当選となった。
2014年の第47回衆議院議員総選挙では、返り咲きを狙う石井と維新の党に移籍した畠中の双方が立候補し、また自民党側も元職・大前繁雄の娘で兵庫県議会議員であった大前春代が無所属で立候補するなど、いずれの陣営も分裂模様となったが、自民党前職の山田が他の候補を寄せ付けず、再選を果たした。野党側は共倒れとなり、維新の党前職の畠中は比例復活もできず、議席を失った。その後畠中は、2016年3月に民主党と維新の党が合流し結成された民進党に参加している。
2017年の区割り変更に伴い、西宮市北部の山口支所・塩瀬支所管轄は2区へ変更となった。山口支所・塩瀬支所管轄は他の西宮市域とは六甲山脈で隔てられており、隣接する神戸市北区との結びつきが強いためである。同年の第47回衆議院議員総選挙以降は山田が他の候補の比例復活を許さずに当選を続けていたが、2021年の第49回衆議院議員総選挙は前回落選した日本維新の会の三木圭恵に1,530票差まで迫られ、三木の比例復活を許した。2024年の第50回衆議院議員総選挙では前回より三木との差は開いたものの比例復活を許し、更に立憲民主党の岡田悟にも比例復活を許した。

## 小選挙区選出議員
| 選挙名                 | 年     | 当選者     | 党派       |
| ---------------------- | ------ | ---------- | ---------- |
| 第41回衆議院議員総選挙 | 1996年 | 土井たか子 | 社会民主党 |
| 第42回衆議院議員総選挙 | 2000年 | 土井たか子 | 社会民主党 |
| 第43回衆議院議員総選挙 | 2003年 | 大前繁雄   | 自由民主党 |
| 第44回衆議院議員総選挙 | 2005年 | 大前繁雄   | 自由民主党 |
| 第45回衆議院議員総選挙 | 2009年 | 石井登志郎 | 民主党     |
| 第46回衆議院議員総選挙 | 2012年 | 山田賢司   | 自由民主党 |
| 第47回衆議院議員総選挙 | 2014年 | 山田賢司   | 自由民主党 |
| 第48回衆議院議員総選挙 | 2017年 | 山田賢司   | 自由民主党 |
| 第49回衆議院議員総選挙 | 2021年 | 山田賢司   | 自由民主党 |
| 第50回衆議院議員総選挙 | 2024年 | 山田賢司   | 自由民主党 |

## 選挙結果
時の内閣：第1次石破内閣 解散日：2024年10月9日 公示日：2024年10月15日
当日有権者数：44万1949人 最終投票率：57.10%（前回比：1.28%） （全国投票率：53.85%（2.08%））
| 当落 | 候補者名 | 年齢 | 所属党派     | 新旧 | 得票数   | 得票率 | 惜敗率 | 推薦・支持                                   | 重複 |
| ---- | -------- | ---- | ------------ | ---- | -------- | ------ | ------ | -------------------------------------------- | ---- |
| 当   | 山田賢司 | 58   | 自由民主党   | 前   | 80,434票 | 32.59% | ――     | 公明党推薦                                   | ○    |
| 比当 | 三木圭恵 | 58   | 日本維新の会 | 前   | 72,349票 | 29.31% | 89.95% |                                              | ○    |
| 比当 | 岡田悟   | 40   | 立憲民主党   | 新   | 61,007票 | 24.72% | 75.85% | 国民民主党兵庫県連・社会民主党兵庫県連合推薦 | ○    |
|      | 上田幸子 | 76   | 日本共産党   | 新   | 18,409票 | 7.46%  | 22.89% |                                              |      |
|      | 浜本幸博 | 60   | 参政党       | 新   | 14,622票 | 5.92%  | 18.18% |                                              |      |

時の内閣：第1次岸田内閣 解散日：2021年10月14日 公示日：2021年10月19日
当日有権者数：44万1775人 最終投票率：58.38%（前回比：8.23%） （全国投票率：55.93%（2.25%））
| 当落 | 候補者名 | 年齢 | 所属党派     | 新旧 | 得票数   | 得票率 | 惜敗率 | 推薦・支持                                   | 重複 |
| ---- | -------- | ---- | ------------ | ---- | -------- | ------ | ------ | -------------------------------------------- | ---- |
| 当   | 山田賢司 | 55   | 自由民主党   | 前   | 95,140票 | 37.52% | ――     |                                              | ○    |
| 比当 | 三木圭恵 | 55   | 日本維新の会 | 元   | 93,610票 | 36.92% | 98.39% |                                              | ○    |
|      | 安田真理 | 43   | 立憲民主党   | 新   | 64,817票 | 25.56% | 68.13% | 国民民主党兵庫県連・社会民主党兵庫県連合推薦 | ○    |

- 安田は2023年の第20回統一地方選挙で実施された杉並区議会議員選挙に出馬し、当選。

時の内閣：第3次安倍第3次改造内閣 解散日：2017年9月28日 公示日：2017年10月10日
当日有権者数：43万9113人 最終投票率：50.15%（前回比：3.86%） （全国投票率：53.68%（1.02%））
| 当落 | 候補者名 | 年齢 | 所属党派     | 新旧 | 得票数   | 得票率 | 惜敗率 | 推薦・支持               | 重複 |
| ---- | -------- | ---- | ------------ | ---- | -------- | ------ | ------ | ------------------------ | ---- |
| 当   | 山田賢司 | 51   | 自由民主党   | 前   | 95,558票 | 44.50% | ――     | 公明党推薦               | ○    |
|      | 三木圭恵 | 51   | 日本維新の会 | 元   | 41,331票 | 19.25% | 43.25% |                          | ○    |
|      | 畠中光成 | 45   | 希望の党     | 元   | 41,219票 | 19.20% | 43.14% |                          | ○    |
|      | 上田幸子 | 69   | 日本共産党   | 新   | 36,627票 | 17.06% | 38.33% | 社会民主党兵庫県連合推薦 |      |

- 三木は5区から国替え。
- 畠中は2019年の第19回統一地方選挙で実施された兵庫県議会議員選挙に無所属で西宮市選挙区から出馬し、落選。

時の内閣：第2次安倍改造内閣 解散日：2014年11月21日 公示日：2014年12月2日
当日有権者数：46万1774人 最終投票率：54.01%（前回比：6.4%） （全国投票率：52.66%（6.66%））
| 当落 | 候補者名   | 年齢 | 所属党派   | 新旧 | 得票数   | 得票率 | 惜敗率 | 推薦・支持 | 重複 |
| ---- | ---------- | ---- | ---------- | ---- | -------- | ------ | ------ | ---------- | ---- |
| 当   | 山田賢司   | 48   | 自由民主党 | 前   | 89,813票 | 36.93% | ――     | 公明党推薦 | ○    |
|      | 畠中光成   | 42   | 維新の党   | 前   | 63,856票 | 26.26% | 71.10% |            | ○    |
|      | 石井登志郎 | 43   | 民主党     | 元   | 39,357票 | 16.18% | 43.82% |            | ○    |
|      | 大前春代   | 30   | 無所属     | 新   | 28,161票 | 11.58% | 31.36% |            | ×    |
|      | 浜本鶴男   | 70   | 日本共産党 | 新   | 21,996票 | 9.05%  | 24.49% |            |      |

- 石井は2018年4月、西宮市長選挙に立候補し当選。

時の内閣：野田第3次改造内閣 解散日：2012年11月16日 公示日：2012年12月4日 最終投票率：60.41%（前回比：7.15%） （全国投票率：59.32%（9.96%））
| 当落 | 候補者名   | 年齢 | 所属党派   | 新旧 | 得票数    | 得票率 | 惜敗率 | 推薦・支持       | 重複 |
| ---- | ---------- | ---- | ---------- | ---- | --------- | ------ | ------ | ---------------- | ---- |
| 当   | 山田賢司   | 46   | 自由民主党 | 新   | 105,092票 | 39.31% | ――     | 公明党推薦       | ○    |
| 比当 | 畠中光成   | 40   | みんなの党 | 新   | 80,480票  | 30.10% | 76.58% | 日本維新の会推薦 | ○    |
|      | 石井登志郎 | 41   | 民主党     | 前   | 59,385票  | 22.21% | 56.51% | 国民新党推薦     | ○    |
|      | 浜本信義   | 59   | 日本共産党 | 新   | 22,377票  | 8.37%  | 21.29% |                  |      |

- 畠中は第44回は兵庫9区より民主党公認で立候補。

時の内閣：麻生内閣 解散日：2009年7月21日 公示日：2009年8月18日 最終投票率：67.56% （全国投票率：69.28%（1.77%））
| 当落 | 候補者名   | 年齢 | 所属党派   | 新旧 | 得票数    | 得票率 | 惜敗率 | 推薦・支持 | 重複 |
| ---- | ---------- | ---- | ---------- | ---- | --------- | ------ | ------ | ---------- | ---- |
| 当   | 石井登志郎 | 38   | 民主党     | 新   | 176,017票 | 58.64% | ――     |            | ○    |
|      | 大前繁雄   | 67   | 自由民主党 | 前   | 90,661票  | 30.20% | 51.51% | 公明党推薦 | ○    |
|      | 平野貞雄   | 53   | 日本共産党 | 新   | 26,745票  | 8.91%  | 15.19% |            |      |
|      | 小田和代   | 49   | 幸福実現党 | 新   | 6,759票   | 2.25%  | 3.84%  |            |      |

時の内閣：第2次小泉改造内閣 解散日：2005年8月8日 公示日：2005年8月30日 （全国投票率：67.51%（7.65%））
| 当落 | 候補者名   | 年齢 | 所属党派   | 新旧 | 得票数    | 得票率 | 惜敗率 | 推薦・支持 | 重複 |
| ---- | ---------- | ---- | ---------- | ---- | --------- | ------ | ------ | ---------- | ---- |
| 当   | 大前繁雄   | 63   | 自由民主党 | 前   | 145,851票 | 50.24% | ――     |            | ○    |
|      | 石井登志郎 | 34   | 民主党     | 新   | 96,003票  | 33.07% | 65.82% |            | ○    |
|      | 坂本洋子   | 43   | 社会民主党 | 新   | 26,145票  | 9.01%  | 17.93% |            | ○    |
|      | 礒見恵子   | 48   | 日本共産党 | 新   | 22,304票  | 7.68%  | 15.29% |            |      |

- 土井は第44回は比例単独で立候補し、落選。

時の内閣：第1次小泉第2次改造内閣 解散日：2003年10月10日 公示日：2003年10月28日 （全国投票率：59.86%（2.63%））
| 当落 | 候補者名   | 年齢 | 所属党派   | 新旧 | 得票数    | 得票率 | 惜敗率 | 推薦・支持 | 重複 |
| ---- | ---------- | ---- | ---------- | ---- | --------- | ------ | ------ | ---------- | ---- |
| 当   | 大前繁雄   | 61   | 自由民主党 | 新   | 111,216票 | 47.10% | ――     |            | ○    |
| 比当 | 土井たか子 | 74   | 社会民主党 | 前   | 96,404票  | 40.82% | 86.68% |            | ○    |
|      | 礒見恵子   | 46   | 日本共産党 | 新   | 28,526票  | 12.08% | 25.65% |            |      |

時の内閣：第1次森内閣 解散日：2000年6月2日 公示日：2000年6月13日 （全国投票率：62.49%（2.84%））
| 当落 | 候補者名   | 年齢 | 所属党派   | 新旧 | 得票数    | 得票率 | 惜敗率 | 推薦・支持 | 重複 |
| ---- | ---------- | ---- | ---------- | ---- | --------- | ------ | ------ | ---------- | ---- |
| 当   | 土井たか子 | 71   | 社会民主党 | 前   | 144,168票 | 62.82% | ――     |            | ○    |
|      | 野田数     | 26   | 保守党     | 新   | 47,303票  | 20.61% | 32.81% |            |      |
|      | 川内一男   | 52   | 日本共産党 | 新   | 26,209票  | 11.42% | 18.18% |            |      |
|      | 牧野祥子   | 41   | 自由連合   | 新   | 11,831票  | 5.15%  | 8.21%  |            |      |

時の内閣：第1次橋本内閣 解散日：1996年9月27日 公示日：1996年10月8日 （全国投票率：59.65%（8.11%））
| 当落 | 候補者名   | 年齢 | 所属党派   | 新旧 | 得票数    | 得票率 | 惜敗率 | 推薦・支持 | 重複 |
| ---- | ---------- | ---- | ---------- | ---- | --------- | ------ | ------ | ---------- | ---- |
| 当   | 土井たか子 | 67   | 社会民主党 | 前   | 102,684票 | 46.59% | ――     |            | ○    |
|      | 今西永兒   | 50   | 新進党     | 新   | 71,288票  | 32.34% | 69.42% |            |      |
|      | 肥塚博志   | 31   | 自由民主党 | 新   | 25,437票  | 11.54% | 24.77% |            | ○    |
|      | 礒見恵子   | 39   | 日本共産党 | 新   | 21,002票  | 9.53%  | 20.45% |            |      |